# Letters to a stranger
Letters to a Stranger es una película de comedia romántica nigeriana de 2007 escrita por Víctor Sánchez Aghahowa y producida y dirigida por Fred Amata. Está protagonizada por Genevieve Nnaji, Yemi Blaq, Fred Amata, Joke Silva, Elvina Ibru e Ibinabo Fiberesima, con apariciones especiales de Segun Arinze y D'Banj.

## Sinopsis
Jemima (Genevieve Nnaji) no está viviviendo su mejor momento. Su novio, Frederick (Fred Amata), está demasiado ocupado con para brindarle la atención y el afecto que necesita, y ella está distraída en el trabajo. Como escritora, registra sus sentimientos en una serie de "cartas a un extraño" en su computadora.
Mientras se encuentra de licencia por un mes, una casualidad al marcar el teléfono le presenta a Sadig (Yemi Blaq), quien también es escritor y parece mucho más afectuoso con Jemima que Frederick. Ahora planea devolverle el anillo de compromiso de Frederick, pero él descubre sus "cartas a un extraño" y se entera de lo infeliz que ha sido en su relación. Hablan, pero ella no puede responder por qué no lo dejó a pesar de todo. 
Finalmente, toma una decisión y les dice a sus pretendientes que les dará la noticia por teléfono. El lunes por la mañana, llamará primero al hombre que ha elegido. Pero cuando llega el momento, decide comenzar por llamar al otro, disculparse y explicar. Cuando llama a Sadiq para decirle que ha decidido casarse con Frederick, su teléfono se encuentra apagado. Asume que él la ha abandonado fácilmente y solo meses después se entera de que esto no es cierto. Sadiq le revela que lo apago porque sabía cuál sería su elección.

## Elenco
- Genevieve Nnaji como Jemima Lawal[4]
- Yemi Blaq como Sadiq
- Fred Amata como Fredrick Okoh
- Elvina Ibru como Tare
- Ibinabo Fiberesima como Kemi
- Joke Silva como la Sra. Okoh
- Eucharia Anunobi como Sra. Bankole
- Segun Arinze como taxista
- D'Banj como D'Banj
- Alex Lopez como secretario